# 坂広時
坂 広時（さか ひろとき、生年不詳 - 大永2年（1522年））は、安芸国の戦国大名毛利氏の庶家・坂氏一族。毛利元就の重臣で戦国時代の武将。父は坂広秋で、兄は坂広明。子に広秀、元昌、宗通がいる。

## 生涯
坂氏は、戦国初期の毛利氏を代々執権として支えた庶家である。
兄の坂広明の嫡子・広澄は、坂氏を継がずに分家して桂氏を興し、桂広澄と名乗った。そのため、坂広時が坂氏の家督を継ぎ、当主となったと推定される。
1522年（大永2年）に毛利氏の当主・毛利幸松丸の後見役であった毛利元就が、周防国の大大名大内氏から、出雲国の新興勢力尼子氏への鞍替えを図ると、坂広時は親大内の立場から、これに強く反対した。家中の意見対立を知った尼子経久は毛利氏に圧力をかけ、毛利元就は広時の粛清を決意、
居城日下津城を攻められた広時は、自刃に追い込まれた。
なお、執権職は坂氏傍流で、親元就派の志道広良が務めており、1524年（大永4年）に坂広秀が元就の異母弟、相合元綱を担いでクーデターを起こすも、機先を制した元就によってクーデターは失敗、広秀は誅殺された。坂氏は断絶の危機を迎えたが、志道広良の子・志道元貞が、元就の命で坂氏の名跡を継いで存続した。